# 潘鳳
| 姓名         | 潘鳳 |
| 出身地       | -    |
| 職官         | -    |
| 陣営・所属等 | 韓馥 |
| 家族・一族   | -    |

潘 鳳（はん ほう）は、中国の通俗歴史小説『三国志演義』に登場する架空の人物である。読みには「はんぽう」もある。
『演義』の第5回に、冀州刺史（史実では冀州牧）韓馥配下の勇将として登場。大斧を使って董卓の部将華雄と戦うが、その直前に彼に倒された兪渉同様、あえなく討ち取られる。吉川英治の小説『三国志』では、華雄に討ち取られた後、その首級を華雄配下の兵士に嬲りものにされている。